# Can Quer
Can Quer és una obra del municipi de Castellar del Vallès (Vallès Occidental) inclosa en l'Inventari del Patrimoni Arquitectònic de Catalunya.

## Descripció
Es tracta d'una masia de construcció asimètrica i murs de còdols amb morter. Presenta una porta arquitravada amb adovellat als cantons. En el lloc del dintell s'hi troba una biga substituint la típica pedra massissa que fa de llinda habitualment.
Les finestres de la planta baixa són esbocinades i donen fe del gruix del murs. A la segona planta hi ha un rellotge de sol i una finestra de caràcter gòtic que fan pensar en una antiga significació arquitectònica.
Els elements ornamentals gòtics de la finestra, i que es troben a l'altura de les pedres de descàrrega, marquen una possible relació artística, o d'influència, amb les peces inscrites en el mur de Can Messeguer, i que eren provinents de l'església romànica de Sant Martí. Possiblement tinguin la mateixa procedència.
A l'habitació principal es conserven les restes d'unes pintures murals dels segles XVI-XVII representant la Marededéu amb el nen, fragments d'una sanefa i una cara de perfil.

## Història
Fou antigament anomenat Mas Cuiàs. Es troba esmentada des del 1349. Es disposa d'un inventari de tots els béns de la finca que data dels anys 1461-1463.